# Caladium lindenii
Caladium lindenii is een soort uit de aronskelkfamilie. De soort is vernoemd naar de Belgische botanicus Jean Jules Linden. De soort komt voor in Panama en Colombia.